# Gare d'East Garforth
La gare d'East Garforth est une gare ferroviaire du Royaume-Uni, située dans la ville de Garforth dans le Yorkshire de l'Ouest en Angleterre. 
Les services à partir d'East Garforth sont opérés par Northern Rail.